# Ivan Řehák
Ivan Řehák (geboren am 2. September 1954 in Bratislava) ist ein slowakischer Graveur und Medailleur.

## Werdegang

Slowakischen Euromünze zu 2 Euro, Patriarchenkreuz über einem Dreiberg (seit 2009)

2-Euro-Gedenkmünze zum 200. Geburtstag von Ľudovít Štúr (2015)

Ivan Řehák studierte von 1973 bis 1979 bei Rudolf Pribiš an der Akademie für schöne Künste und Design in Bratislava (Vysoká škola výtvarných umení v Bratislave) Bildhauerei. Er hat eine Reihe von Münzen für Tschechien und die Slowakei entworfen, darunter die aktuellen Kursmünzen zu 1 Euro und 2 Euro. Die Münze zu 2 Euro wurde 2011 mit dem Coin of the Year Award ausgezeichnet. Ivan Řehák unterrichtet an den Fakultäten für Architektur und Bauingenieurwesen der Slowakischen Technischen Universität Bratislava. Er lebt und arbeitet in Bratislava.

## Werke (Auswahl)
- Bildseiten der slowakischen Euromünzen zu 1 und 2 Euro, mit dem Patriarchenkreuz über einem Dreiberg aus dem Wappen der Slowakei (seit 2009)
- Silbermünze zu  200 tschechischen Kronen, 150. Geburtstag von Alfons Mucha (2010)
- Silbermünze zu  200 tschechischen Kronen, 600 Jahre Prager Rathausuhr (2010)
- Sammlermünze aus Gold zu 100 Euro, 1150. Todestag von Fürst Pribina (2011)
- Sammlermünze aus Silber zu 10 Euro, 150. Geburtstag von Jozef Murgaš (2014)
- 2-Euro-Gedenkmünze zum 200. Geburtstag von Ľudovít Štúr (2015)